# Jeneba Kanneh-Mason
 (janvier 2024).
Jeneba Kanneh-Mason est une pianiste et violoncelliste britannique dont les parents sont originaires d'Antigue et de Sierra Léone.

## Biographie

### Enfance, éducation et débuts
Jeneba Kanneh-Mason a grandi à Nottingham, en Angleterre. Elle est née d'un père d'origine antiguaise, Stuart Mason, directeur d'une hôtellerie de luxe à Londres et d'une mère, la Dr Kadiatu Kanneh, originaire de Sierra Leone et ancienne maître de conférence à l'Université de Birmingham. Sa mère est l'auteur du livre publié en 2020, intitulé House of Music Raising the Kanneh-Masons,,,,.
Elle est l'une des sept enfants et a commencé à apprendre le piano tôt,,. Comme chacun de ses frères et sœurs, elle pratique au moins un instrument,. Son frère Sheku et le nom de famille Kanneh-Mason accède à la notoriété lors de sa performance au cours du mariage princier en Angleterre,,,.
Elle étudie le piano avec Vanessa Latarche.

### Carrière
Elle fait ses débuts aux BBC Proms en interprétant le Concerto de Florence Price et a été saluée par la presse comme « démontrant une perspicacité musicale, une acuité technique et une personnalité d'interprétation engageante ».
Le morceau a été enregistré avec Chineke ! et Leslie Suganandarajah, et sorti sur Decca Classics à l’été 2023. Le Guardian a salué sa performance, déclarant que « Price ne pouvait pas avoir de défenseur plus convaincant ».
Jeneba commence sa saison 23/24 avec un récital au Bold Tendencies de Londres, où elle présente un programme basé sur le thème « CRISIS ».
Passionnée de récital, Jeneba s'est produite à la Tonhalle de Zurich, au Wigmore Hall de Londres, à l'Académie de Saint-Martin, ainsi qu'à la Lenzburgiade de Lenzburg, et à d'autres festivals comme ceux de Rheingau, Cheltenham, Bradfield et Lamberhurst.
Elle participe à la tournée au Royaume-Uni de l'Orchestre symphonique de la radio hongroise et Riccardo Frizza, à une tournée européenne avec Chineke !, et fait ses débuts avec l'Orchestre symphonique de Détroit aux USA, le Philharmonia, le Royal Liverpool Philharmonic Youth Company, le Belgrade Philharmonic, le BBC Philharmonic et le Sinfonia Viva pour le Gala du Nouvel An.
Elle enregistre le concerto pour piano n° 6 de Mozart avec l’Orchestre symphonique de la Radio de Vienne et Howard Griffiths.
Elle a enregistré pour l'album Carnival avec Decca Classics.

## Distinctions
- Finaliste dans la catégorie clavier au BBC Young Musician 2018.
- Lauréate du prix Murs du Son au Concours international de piano de Lagny-Sur-Marne en France en 2014 et du Nottingham Young Musician 2013.
- Prix Iris Dyer Piano.
- Prix à la Royal Academy of Music, Junior Academy.
- Nommée une des « étoiles montantes » de Classic FM.
- Figure dans plusieurs programmes de télévision et de radio, notamment Radio 3, In Tune, The BAFTAs, The Royal Variety Performance, the documentaire pour BBC4, Young, Gifted and Classical, et le documentaire Imagine pour BBC1, This House is Full of Music.
- Titulaire de la bourse Victoria Robey du Royal College of Music.